# Томас Ваєтт
Сер Томас Ваєтт (англ. Thomas Wyatt; 1503, Мейдстоун — 11 жовтня 1542, Лондон) — британський політик, державний діяч, дипломат і поет.

## Біографія
Томас Ваєтт народився 1503 року в містечку Мейдстоун, син Сера Генрі Ваєтта та Енн Скіннер. Навчався в Кембриджі; був посланцем при дворі Генріха VIII, виконував дипломатичні доручення в Італії, Іспанії, Франції. Віце-адмірал (1541).
Ваєтт, разом з Сурреєм, належить до засновників нової англійської поезії. Перший англійський поет, який звернувся до сонету. Спочатку його твори з'явилися в «Tottel's Miscellany» (1557) разом з творами Суррея; пізніші видання — 1855, 1870.
Через дванадцять років після смерті Томаса Ваєтта, в 1554 році, його син, також носив ім'я Томас, очолив заколот проти дочки Генріха VIII, королеви Марії Тюдор. Метою заколотників було повалення католички Марії і сходження на трон протестантки Єлизавети. Повстання було придушене і Томас Ваєтт-молодший був страчений.

## Кохання та арешт
Томас Ваєтт познайомився з Анною Болейн, коханкою короля і його майбутньою дружиною.
Науковці вказували на припущення в його віршах (зокрема, в "Whoso List to Hunt) та інших анекдотичних свідченнях, щоб стверджувати, що він був коханцем Болейн. Важко, однак, точно встановити їх відносини.
У 1536 році Ваєтт був заарештований незабаром після того, як п'ять чоловік, імовірно коханців Болейн, були ув'язнені. Сама Болейн була ув'язнена і страчена за перелюб. Ваєтт провів у Тауері всього один місяць і незабаром знову здобув прихильність Генріха.
Він служив Генріху VIII на різних посадах в Англії і за кордоном до кінця свого життя і, судячи з усього, був досвідченим дипломатом.

## Творчість
Хоча вірші Ваєтта поширювалися серед багатьох членів двору Генріха, вони не з'являлися у пресі до його смерті.
У 1557 році дев'яносто шість його пісень з'явилися в збірці «Пісні і сонети» (збірка Тоттеля). Інші вірші, сатири і вірші Ваєтта залишилися в рукописах і поступово друкувалися протягом XIX і XX століть. Поряд з графом Сурреєм, Ваєтту зазвичай приписують введення сонета в англійську літературу.
Його любовні вірші, багато з яких засновані на сонетах Петрарки, мають справу з куртуазною любов'ю і жорстоким поводженням з боку його коханок. Серед його найвідоміших віршів: «Хто йде полювати», «Вони біжать від мене», «Що ні, Перді», «Лакс, мій прекрасний cокіл» і «Не звинувачуй мою лютню».
Ваєтт також написав три сатири в італійському розмірі terza rima [уточнити] і ряд покаянних псалмів. 
Він помер від хвороби, яка перебігала з гарячкою, 11 жовтня 1542 року.